# Villa Lante no Janículo
A Villa Lante Janículo (em italiano:  Villa Lante al Gianicolo) é um palácio italiano mandado construir por Baldassarre Turini, datarius do Papa Leão X, na primeira metade do século XVI, sobre a colina do Janículo, parte do rione Trastevere em Roma. 

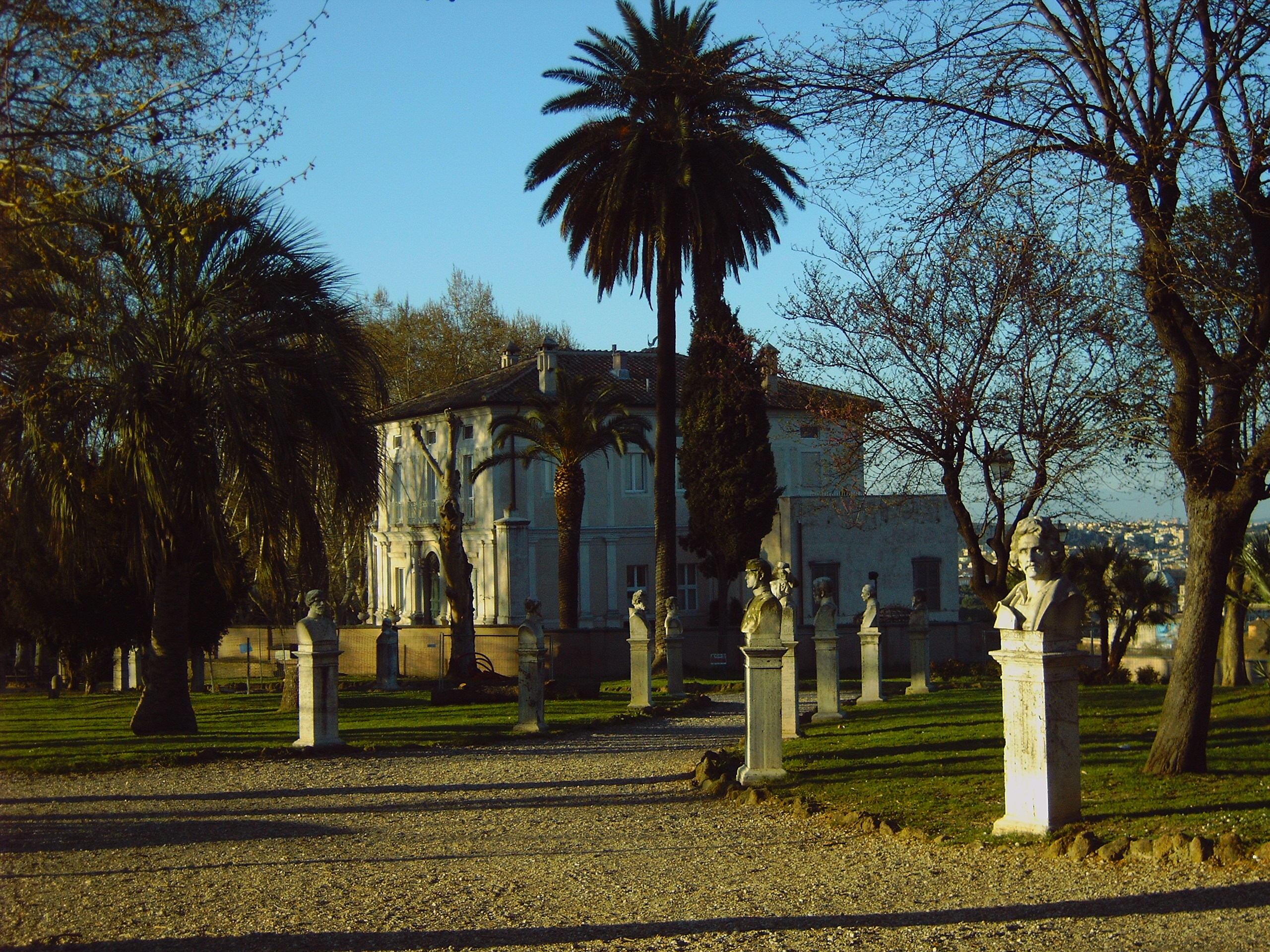
Vista parcial da Villa Lante no Janículo.

A Villa Lante no Janículo é uma das mais bem preservadas villas renascentistas de Roma. Juntamente com a Villa Madama, é um valioso exemplo da escola de Rafael Sanzio em Roma e da "Era dourada" dos Papas Médici. Por vários séculos a vila pertenceu à nobre família Lante. 
O edifício acolhe actualmente o Institutum Romanum Finlandiae (Instituto Finlandês de Estudos Clássicos) e a Embaixada da Finlândia no Vaticano.

## História
A Villa Lante no Janículo teve a sua origem na necessidade sentida por Baldassare Turino em construir uma residência de Verão fora dos limites de Roma. Numa carta escrita em 1514 por ele próprio ao Papa Leão X, o prelado e protegido da família Médici dá conta do incómodo que o calor sufocante sentido naquela cidade lhe provoca, e da incapacidade de fugir do Sol escaldante durante o Verão. Por esses motivos, adquiriu alguns hectares de terra na colina do Janículo, à época cobertas de vinha e fora dos limites da Cidade Eterna, tendo iniciado aí o empreendimento de uma villa.
Presumivelmente, a construção teve início durante o ano de 1519, uma vez que ainda temos o testemunho de Rafael Sanzio, que morreu no ano seguinte, o qual falou sobre a "villa do datarius", naquele ano, com Baldassare Castiglione. Turini garantiu os melhores artistas para a construção da sua residência de Verão. Para arquitecto escolheu um aluno do próprio Rafael, o célebre Giulio Romano, e para as pinturas foram selecionados pintores da mesma escola, nomeadamente Vincenzo Tamagni da San Gimignano, Polidoro da Caravaggio e  Maturino. Segundo especialistas, o objectivo de Giuliu Romano era construir uma obra de arte total, uma gesamtkunstwerk, na linha de pensamento de Rafael. Para isso, todas as salas da villa deveriam formar, no seu conjunto, uma amálgama de arquitectura, escultura e pintura.
A Villa Lante no Janículo (que só viria a ter esta designação depois de ser adquirida pela família Lante na segunda metade do século XVI), foi construída como residência temporária, provavelmente para servir de refúgio e local de meditação, tanto do próprio Turini, como dos seus amigos, entre os quais alguns membros da corte papal, cientistas e artistas.
A conclusão da villa aconteceu, ao que tudo indica, no ano de 1531, como atesta a inscrição presente na parede da galeria. Antes da conclusão das obras há ainda a registar dois acontecimentos importantes. O primeiro diz respeito à visita do Papa Clemente VII, que visitou a villa em Janeiro de 1525, quando a parte mais importante do edifício, assim como as suas pinturas, estavam praticamente concluídas. O segundo acontecimento digno de registo prende-se com a invasão de Roma pelas tropas do Kaiser. Este acontecimento, ocorrido em 1527, ficou conhecido como Sacco di Roma ou Presa di Roma (o Saque de Roma). A villa terá sido, presumivelmente, danificada durante este saque. Na parede do salão existe um registo que diz o seguinte: A dí 6 de magio 1527 fo la presa di Roma (no dia 6 de Maio de 1527 teve lugar o Saque de Roma.
Aquando da morte de Turini, a posse da villa passou para o seu sobrinho Júlio, o qual a arrendou, em 1548, ao Cardeal Georges d'Armagnac, Embaixador do Rei da França e membro da Família Real francesa.
No início da segunda metade do século XVI, mais concretamente em 1551, a família Lante tomou posse de todo o domínio, com a villa incluída, dando nome ao edifício, o qual subsistiria até à actualidade. A Villa Lante no Janículo foi uma das villas que permaneceu na posse desta família durante vários séculos. No entanto, no início do século XIX, grande parte do poder e fortuna da família Lante tinha desaparecido. Viram-se, então, obrigados a vender parte das suas vastas propriedades, entre as quais foi incluída a Villa Lante no Janículo que passou para a posse do Príncipe Camilo Borghese, marido da irmã de Napoleão Bonaparte, Pauline. A família Borghese mostrou pouco interesse pela villa, tendo a propriedade sido novamente vendida em 1837, desta vez a uma religiosa, Madeleine Sophie Barat, a fundadora francesa da Sociedade do Sagrado Coração de Jesus. A transacção não incluía, no entanto, os afrescos do salão, tendo estes sido removidos do tecto e levados para o Palazzetto Zuccari, onde funciona a sede da Biblioteca Hertziana, o Instituto Alemão de História de Arte. Madeleine Barat instalou um noviciado na villa, pelo que cobriu com pinturas os afrescos das salas laterais que considerou impróprios, tendo permanecido no edifício até que o convento deixou de necessitar das instalações e o arrendou a estranhos.
Um dos arrendatários foi o arqueólogo alemão Wolfgang Helbig, que arrendou a villa em 1887 e ali se dedicou à pesquisa e ao comércio de arte. Wolfgang e a sua esposa, a Princesa russa e pianista Nadine Schakowskoy, transformaram a Villa Lante no Janículo num famoso salão cultural, onde se encontravam escritores, nobres e a própria realeza. A villa viria a ser comprada às freiras, em 1909, pelo general Demetrio Helbig, filho de Wofgang e Nadine.
Depois da Segunda Guerra Mundial, em 1946, o novo proprietário arrendaria a villa a Göran Stenius, o diplomata da Embaixada da Finlândia junto da Santa Sé. Alguns anos depois, foi anunciado pelo próprio Stenius que o velho general estava disposto a vender a villa aos finlandeses, em termos muito favoráveis. Foi então que a Fundação Institutum Romanum Finlandiae, usando fundos deixados à disposição pelo seu fundador, Amos Anderson, adquiriu a villa, tendo esta conservado o edifício e promovido diversas campanhas de restauro.

## Arquitectura

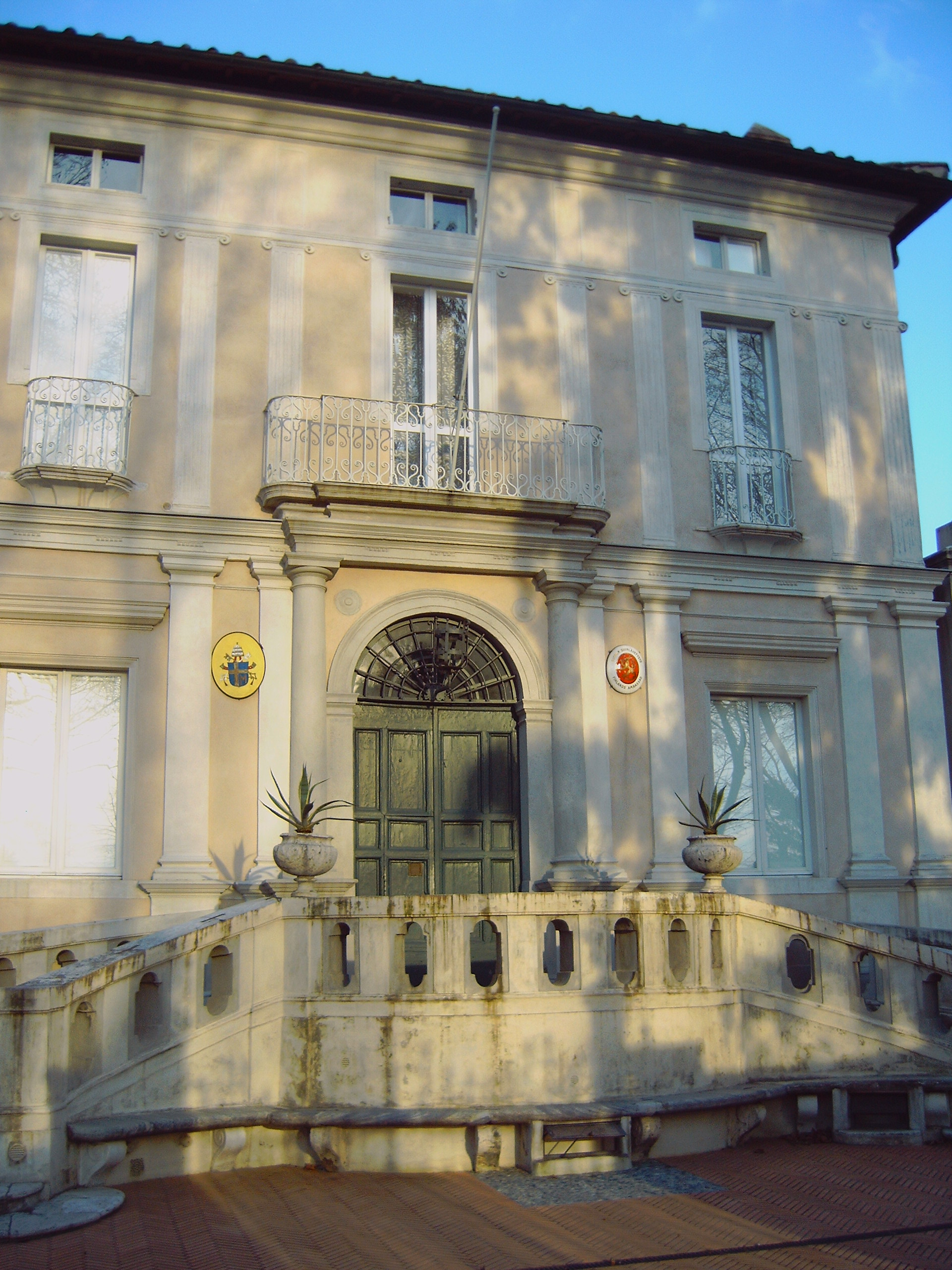
Entrada da Villa Lante no Janículo.

A Villa Lante construída no Janículo seguiu o modelo das villas florentinas da família Médici. Esta villa, que tem conservado, grosso modo, o seu formato original, apresenta uma forma cúbica coberta por um telhado piramidal, sugerindo os modelos toscanos. A fachada apresenta dois estilos arquitectónicos, o dórico e o jónico, género que vai contra os exemplos do Classicismo. Giuliu Romano não se encontrava vinculado às regras clássico-normativas de Bramante, o que se pode constatar no contraste das ordens empregues na fachada em noutros detalhes arquitectónicos.
A estrutura abstracta do ático vai, igualmente, contra a tradição clássica. Nesta, as pilastras, sem capitel nem base, apenas pretendem dividir a parede. Voltada para leste, na direcção do centro de Roma e com fantásticas vistas sobre esta, abre-se uma galeria ordenada por uma serliana. Esta estrutura, nascida em colunas, é formada por três arcos com traves contíguas. As três colunas de mármore da galeria são, provavelmente, da Antiguidade. As fachadas foram rebocadas, as pilastras receberam estuque de mármore e os seus capitéis e bases são feitos em pedra peperino, embora anteriormente também tivessem cobertura de estuque de mármore com cores luminosas. Foram usados, ainda, estuques com cores para criar uma impressão de mármores coloridos, embora estes não tenham sido preservados. Na arquitrave da galeria foi usado o travertino.
O aspecto que a entrada da Villa Lante apresenta actualmente, com as suas duas rampas não pertence ao desenho original, tendo sido acrescentada posteriormente.

### Campanhas de restauro
Desde que o Instituto Finlandês tomou posse da villa esta foi sujeita a obras de restauro por diversas vezes, sob supervisão de diversos profissionais:
- Adriano Prandi - 1950-1953
- Paolo Marconi - 1972-1980
- Tancredi Carunchio - 1998-1999

Os afrescos e os estuques foram restaurados entre 1974 e 1975 e durante a última campanha de restauros na villa.

## Interior
Na entrada original do piano nobile (piso nobre) da Villa Lante, encontra-se um afresco que representa a descoberta da sepultura de Numa Pompílio. De cada lado do vestíbulo ficam duas salas simétricas, actualmente utilizadas como gabinete do Instituto e gabinete do director.
No eixo central da villa fica o salão, a escadaria e uma outra sala que, actualmente, é usada como chancelaria da Embaixada da Finlândia junto da Santa Sé. Esta sala, originalmente, não possuía janelas, sendo iluminada, apenas, com luz indirecta. para leste abre-se a galeria, tão larga como a villa original e com entrada pelo salão. as salas apresentam uma posição assimétrica, o que é característico da arquitectura de Giuliu Romano.
Presume-se que os andares superiores do edifício eram usados como áreas de residência, servindo, ainda hoje, como dormitório do Instituto, enquanto que os pisos mais baixos se situavam, originalmente, a cozinha, despensas e uma casa de banho, actualmente desaparecida, a qual estava decorada por belos frescos e foi descrita por Vasari.

### O vestíbulo
O vestíbulo da Villa Lante apresenta uma forma rectangular e é superada por uma abóbada cilíndrica decorada uma cofragem de octogonal e quadrada, de estuque. Os painéis octogonais foram decorados com rosetas, todas diferentes entre si. Nos painéis mais baixos as rosetas foram substituídas por máscaras de leões e de sátiros. Esta decoração, muito comum na arquitectura romana quinhentista, foi influenciada pela Antiguidade.
Numa das campanhas de restauro foi encontrada uma pintura de um brasão da família Borghese, no tímpano da parede ao fundo do vestíbulo, por cima da porta do salão, o qual se refere à visita do Papa Paulo V, em 1608.
Em 1807, a villa receberia a visita de um outro pontífice, o Papa Pio VII, o qual aproveitou a estadia para descansar das preocupações causadas por Napoleão, como se pode comprovar através da inscrição em latim contida numa placa existente na parede.

### O salão
Como já foi dito, a Villa Lante recebeu a visita de vários papas ao longo da sua história. O grande tecto do salão é dedicado a um desses pontífices, sendo dominado pelo brasão do Papa Paulo V Borghese, o qual visitou a villa, em 1608, quando esta pertencia à família Lante, aparentada com os Borghese. Nos brasões dos cantos do tecto encontram-se mais testemunhos deste parentesco: a águia negra e o dragão dos Borghese unidos com as três águias brancas dos Lante. Nos cantos das abóbadas foram conservados as pinturas das inscrições de Baldassari Turini e do Papa Clemente VII
Na inscrição oval de Clemente VII pode ler-se CANDOR ILLESUS (a candura é incólume). Esta mesma inscrição pode ser encontrada nos aposentos dos Museus do Vaticano e noutros edifícios da família Médici, como por exemplo a Villa Madama. A inscrição de Turini proclama ALTORE ALTO IT FIDES ALTIUS (em tradução livre: "quanto maior o senhor maior a lealdade"), e um galgo que olha em direcção a um leão, com os dois animais unidos por raios de luz que vão da boca do cão ao coração do leão. Esta alegoria pretende simbolizar a lealdade de Turini ao Papa Leão X, enfatizada pela inscrição. O galgo é o símbolo de Turini, o qual também aparece no brasão da família que permaneceu no jardim da villa e no monumento sepulcral de Turini na catedral de Pescia. O leão, assim como as folhas de loureiro do fundo, referem-se a Leão X e à família Médici.
Os quatro afrescos, que anteriormente decoravam o tecto do salão, encontram-se actualmente no Palazzetto Zuccari. Estes afrescos representam histórias e lendas da Antiguidade: O Encontro de Janus e Saturno; A Descoberta da Sepultura de Numa Pompílio; A Fuga de Clélia e A Libertação de Clélia. Existiam ainda, em quadros mais pequenos, 32 afrescos com amorinos (pequenos cupidos ) e motivos mitológicos.

### A galeria
Uma das peças arquitectónicas mais notáveis na Villa Lante é a galeria, de onde se podem desfrutar vistas desde o Vaticano às colinas de Albano. Esta galeria foi concebida, originalmente, como um espaço aberto e fechado ao mesmo tempo. Surgiu inicialmente como um terraço que permitisse o refrescamento e de onde se pudesse admirar as vistas. O tecto está decorado com estuques que, embora não sendo da autoria de Giuliu Romano, devem ter sido feitos por um outro mestre estucador romano, o qual, provavelmente, terá ajudado Giovanni da Udine nas decorações da Villa Madama.
A galeria só foi concluída em 1531, já depois do Saque de Roma, como se pode constatar através de uma inscrição na parede. O tecto foi dividido em ovais, quadrados e octógonos. a decoração foi buscar inspiração aos motivos mitológicos da Antiguidade; por exemplo no centro da abóbada podem ver-se representados os deuses do céu: Lua, Júpiter e Sol. Ao contrário do que acontece no salão e nas salas laterais, os afrescos da galeria não formam uma história literária. Além das decorações com pinturas, as paredes laterais contêm relevos com a inscrição de Baldassari Turini e outros relacionados com a família Médici: SVAVE, CANDOR ILLESUS e SEMPER.
Segundo Girolamo Rorario, um contemporâneo de Turini, as decorações de estuque eram brancas, tendo sido confirmado pelos restauros modernos que pelo menos as figuras sempre foram brancas. Apesar de o fundo dos estuques, no século XVI, serem frequentemente coloridos, na Villa Lante no Janículo não foi encontrado quaisquer vestígios do uso de cores. 

## Pesquisa e publicações
Vários pesquisadores de História da Arte têm demonstrado interesse na Villa Lante no Janículo. Entre eles encontra-se o professor Henrik Lilius, o qual publicou uma monografia, em 1981, sobre a arquitectura e a decoração do edifício. Estes aspectos são, igualmente, mencionados pelo professor Frommell.
Mais recentemente, em 2005, foi publicado um livro, editado por Tancredi Carunchio e Simo Örmä, o qual relata a história da Villa Lante no Janículo desde a época de Turini até ao período de Helbig.